# Homomorfizm grup
Homomorfizm grup – funkcja odwzorowująca grupę w grupę, czyli przekształcenie zachowujące strukturę tych algebr.
Zapoznanie się ze strukturą wewnętrzną grupy możliwe jest przede wszystkim poprzez obserwację sposobu, w jaki oddziałuje ona z innymi grupami albo sama z sobą; oddziaływanie to odbywa się właśnie za pomocą homomorfizmów, dlatego aby zrozumieć budowę danej grupy, należy zgłębić związane z nią homomorfizmy. Przykładem mogą być homomorfizmy danej grupy w grupę jej wzajemnie jednoznacznych homomorfizmów (automorfizmów), w grupę jej bijekcji (grupę symetryczną), czy ogólniej: w grupę bijekcji ustalonego zbioru – są to odpowiednio działanie grupy na zbiorze swoich elementów poprzez automorfizmy bądź bijekcje oraz działanie grupy na dowolnym zbiorze. Ważnym wynikiem jest twierdzenie Cayleya mówiące, że elementy dowolnej grupy można utożsamiać z pewną podgrupą bijekcji danej grupy (grupy symetrycznej; wszystkie grupy można więc traktować jako grupy przekształceń). Przedstawienie grupy w postaci (wewnętrznego) iloczynu prostego dwóch jej podgrup można scharakteryzować za pomocą pary homomorfizmów wspomnianej grupy w siebie (mianowicie endomorfizmów ortogonalnych); homomorfizmy grupy w grupę wzajemnie jednoznacznych homomorfizmów (automorfizmów) innej grupy pojawiają się m.in. w definicji zewnętrznego iloczynu półprostego (zob. iloczyny grup).

## Definicja
W dalszej części artykułu grupy zapisywane będą w notacji multiplikatywnej, o ile wprost nie zostanie zaznaczone inaczej.
Niech {\displaystyle G,G'} będą grupami, w których działanie grupowe oznaczane będzie odpowiednio za pomocą zestawienia oraz kropki. Przekształcenie {\displaystyle \varphi \colon G\to G'} nazywa się homomorfizmem grupy {\displaystyle G} w grupę {\displaystyle G',} jeżeli dla każdego {\displaystyle a,b\in G} zachodzi
{\displaystyle \varphi (ab)=\varphi (a)\cdot \varphi (b).}
Działanie homomorfizmu {\displaystyle \varphi } na elemencie {\displaystyle a,} zwyczajowo zapisywane {\displaystyle \varphi (a)} lub po prostu {\displaystyle \varphi a,} bywa w niektórych monografiach odwracane: {\displaystyle a\varphi ;} można również spotkać się z oznaczeniem {\displaystyle a^{\varphi }.} Wówczas własności charakteryzujące homomorfizm zapisuje się {\displaystyle (ab)\varphi =a\varphi \cdot b\varphi } lub {\displaystyle ab^{\varphi }=a^{\varphi }\cdot b^{\varphi },} przy czym notacja „potęgowa” stosowana jest przede wszystkim dla grup w zapisie multiplikatywnym, a „iloczynowa” (prosta i odwrócona) zwykle dla grup w zapisie addytywnym, tzn. {\displaystyle (a+b)\varphi =a\varphi +b\varphi } zamiast {\displaystyle \varphi (a+b)=\varphi (a)+\varphi (b)}.

## Własności

### Homomorfizmy
Od homomorfizmów ogólnych struktur algebraicznych wymaga się, by zachowywały każdy jej element składowy; w przypadku grup oprócz działania grupowego zachowywane powinny być więc element neutralny i odwracanie elementów. Dla homomorfizmów grup oba te warunki wynikają z powyższego; niech {\displaystyle a\in G,} wtedy zachodzą następujące własności:
- zachowywanie elementu neutralnego[g]
{\displaystyle \varphi (1)=1',}
- zachowywanie elementu odwrotnego[h]
{\displaystyle \varphi \left(a^{-1}\right)=\varphi (a)^{-1}.}

Homomorfizmy zachowują również potęgę elementu,
{\displaystyle \varphi \left(a^{n}\right)=\varphi (a)^{n},}
jednakże nie zachowują rzędu, a jedynie podzielność (zob. Przykłady i twierdzenie Lagrange’a)
{\displaystyle \mathrm {ord} (\varphi (a)){\big |}\mathrm {ord} (a).}

### Inne morfizmy
Endomorfizmem nazywa się dowolny homomorfizm {\displaystyle \varphi \colon G\to G.} Homomorfizm odwracalny, tzn. homomorfizm {\displaystyle \varphi \colon G\to G',} dla którego istnieje homomorfizm odwrotny {\displaystyle \psi \colon G'\to G,} czyli spełniający tożsamość {\displaystyle \psi \circ \varphi =\varphi \circ \psi =\imath ,} gdzie {\displaystyle \imath } jest homomorfizmem tożsamościowym odpowiedniej grupy, nazywa się izomorfizmem. Grupy {\displaystyle G,G'} dla których istnieje izomorfizm, nazywa się izomorficznymi i oznacza {\displaystyle G\simeq G';} relacja izomorficzności grup jest relacją równoważności w klasie wszystkich grup
Endomorfizmy będące zarazem izomorfizmami nazywa się automorfizmami – można je uważać za uogólnienia symetrii grupy. Ponieważ izomorfizm {\displaystyle \varphi ^{-1}} odwrotny do izomorfizmu {\displaystyle \varphi } również jest izomorfizmem, to automorfizmy danej grupy {\displaystyle G} tworzą grupę, w której działaniem jest ich składanie {\displaystyle \circ ,} a elementem neutralnym jest izomorfizm tożsamościowy {\displaystyle \imath .}
Monomorfizmy i epimorfizmy to homomorfizmy mające odpowiednio lewo- i prawostronną własność skracania; z kolei bimorfizm to homomorfizm będący jednocześnie monomorfizmem i epimorfizmem; dowolny izomorfizm jest bimorfizmem, lecz niekoniecznie odwrotnie.
Powyższe definicje zaczerpnięte są wprost z teorii kategorii. Choć pojęcia endomorfizmu nie sposób sformułować w inny sposób, to izomorfizmy grup są w istocie ich bimorfizmami, przez co w teorii grup termin „bimorfizm” jest zupełnie nieznany i nieużywany. Na gruncie teorii mnogości monomorfizmy i epimorfizmy to homomorfizmy odpowiednio iniektywne (różnowartościowe) i suriektywne („na”), co oznacza, że izomorfizmy (bimorfizmy) są homomorfizmami bijektywnymi (wzajemnie jednoznacznymi). Do scharakteryzowania iniekcji i suriekcji wykorzystać można odpowiednio pojęcia jądra i obrazu funkcji – dzięki temu dla monomorfizmów jądro homomorfizmu będące relacją równoważności musi być równością (tzn. homomorfizm musi „odróżniać” wszystkie elementy dziedziny), a dla epimorfizmów obraz homomorfizmu musi być całą przeciwdziedziną.

### Jądro i obraz
W algebrze jądro i obraz homomorfizmu {\displaystyle \varphi } definiuje się odpowiednio jako zbiory
{\displaystyle \ker \varphi ={\big \{}a\in G\colon \varphi (a)=1'{\big \}}=\varphi ^{-1}{\big [}1'{\big ]}}
oraz
{\displaystyle \mathrm {im} \;\varphi ={\big \{}\varphi (a)\in G'\colon a\in G{\big \}}=\varphi [G],}
gdzie {\displaystyle \varphi [\ ]} i {\displaystyle \varphi ^{-1}[\ ]} oznaczają odpowiednio obraz i przeciwobraz elementu bądź zbioru w przekształceniu {\displaystyle \varphi .} Obraz {\displaystyle \mathrm {im} \;\varphi } jest podgrupą w {\displaystyle G',} a jądro {\displaystyle \ker \varphi } jest podgrupą normalną w {\displaystyle G;} odwrotnie: każda podgrupa normalna jest jądrem pewnego homomorfizmu (zob. dalej).
Monomorfizm można wówczas zdefiniować jako homomorfizm {\displaystyle \varphi ,} który ma trywialne jądro, {\displaystyle \ker \varphi =\{1'\};} z kolei epimorfizm to homomorfizm {\displaystyle \varphi ,} którego obraz jest całą przeciwdziedziną, {\displaystyle \operatorname {im} \;\varphi =G'.} Izomorfizm {\displaystyle \varphi } definiuje się jako homomorfizm spełniający oba powyższe warunki; definicje endomorfizmu i automorfizmu pozostają bez zmian (zob. wyżej).

### Faktoryzacja
Podgrupa normalna {\displaystyle N} wyznacza jednoznacznie podział {\displaystyle G} na warstwy, w których zbiorze można wprowadzić wtedy strukturę grupy nazywanej grupą ilorazową {\displaystyle G/N} grupy {\displaystyle G} przez {\displaystyle N;} przekształcenie rzutowe {\displaystyle \pi \colon G\to G/N} grupy w zbiór warstw jest wtedy homomorfizmem; z tego powodu nazywany jest też homomorfizmem kanonicznym lub epimorfizmem kanonicznym (gdyż jako rzut jest suriekcją); określenia „kanoniczny” używa się zamiennie z „naturalny” (zob. transformacja naturalna).
Twierdzenie o homomorfizmie mówi, że istnieje jeden i tylko jeden monomorfizm {\displaystyle \psi \colon G/N\to G'} spełniający {\displaystyle \psi \circ \pi =\varphi ;} z kolei twierdzenie o izomorfizmie zapewnia o izomorfizmie między {\displaystyle G/N} a {\displaystyle \mathrm {im} \;\varphi .} Grupę {\displaystyle G/\ker \varphi } nazywa się niekiedy koobrazem {\displaystyle \varphi ,} z kolei jeżeli {\displaystyle \mathrm {im} \;\varphi } jest podgrupą normalną w {\displaystyle G',} to {\displaystyle G'/\mathrm {im} \;\varphi } nazywa się kojądrem {\displaystyle \varphi .}

### Działania
Niech {\displaystyle \mathrm {Map} (G,G')} oznacza zbiór wszystkich przekształceń {\displaystyle G\to G'.} Dla dwóch przekształceń {\displaystyle \varphi ,\psi \in \mathrm {Map} (G,G')} można określić punktowo działanie ich dodawania {\displaystyle \varphi +\psi } wzorem
{\displaystyle (\varphi +\psi )(a)=\varphi (a)\cdot \psi (a)}
dla wszystkich {\displaystyle a\in G,} które jest łączne (własność odziedziczona z grupy {\displaystyle G'}). Homomorfizm zerowy {\displaystyle \theta \in \mathrm {Hom} (G,G')} (zob. Przykłady) jest elementem neutralnym tego działania. Ponadto dla każdego {\displaystyle \varphi \in \mathrm {Hom} (G,G')} istnieje element przeciwny {\displaystyle -\varphi \in \mathrm {Hom} (G,G')} dany wzorem {\displaystyle (-\varphi )(a)=\varphi (a)^{-1}}. Innymi słowy {\displaystyle \mathrm {Map} (G,G')} tworzy grupę względem wyżej opisanego dodawania przekształceń (nie tworzy jej z działaniem ich składania); jest ona przemienna, jeżeli {\displaystyle G'} jest przemienna.
Niech {\displaystyle \mathrm {Map} (G)=\mathrm {Map} (G,G)} oznacza zbiór wszystkich przekształceń grupy {\displaystyle G} w siebie, wówczas {\displaystyle \mathrm {Sym} (G)} oznacza grupę symetryczną zawierającą bijekcje {\displaystyle G,} czyli przekształcenia odwracalne należące do {\displaystyle \mathrm {Map} (G).} Dodawanie przekształceń {\displaystyle G} w siebie jest rozdzielne prawostronnie względem ich złożenia (wg konwencji wiążącego silniej niż dodawanie): jeżeli {\displaystyle \varphi ,\psi ,\sigma \in \mathrm {Map} (G),} to
{\displaystyle (\varphi +\psi )\circ \sigma =\varphi \circ \sigma +\psi \circ \sigma ,}
jednak w ogólności nie jest rozdzielne lewostronnie, tzn. {\displaystyle \sigma \circ (\varphi +\psi )=\sigma \circ \varphi +\sigma \circ \psi .} Strukturę określoną na zbiór {\displaystyle \mathrm {Map} (G)} z działaniami dodawania (grupa) i składania jako mnożenia (półgrupa) rozdzielnymi (prawostronnie) względem siebie nazywa się quasi-pierścieniem. Wspomniana półgrupa jest w istocie monoidem, gdyż składanie ma element neutralny w postaci przekształcenia tożsamościowego {\displaystyle \imath \in \mathrm {Map} (G).}
Klasę wszystkich homomorfizmów grupowych {\displaystyle G\to G'} będącą podzbiorem {\displaystyle \mathrm {Map} (G,G')} oznacza się symbolem {\displaystyle \mathrm {Hom} (G,G');} z kolei zbiór {\displaystyle \mathrm {Hom} (G,G)} endomorfizmów grupy {\displaystyle G} oznacza się {\displaystyle \mathrm {End} (G).} Ponieważ dla {\displaystyle \varphi ,\psi \in \mathrm {End} (G)} ich złożenie {\displaystyle \varphi \circ \psi \in \mathrm {End} (G),} to {\displaystyle \mathrm {End} (G)} jest podmonoidem monoidu (zbiór z działaniem łącznym i elementem neutralnym) {\displaystyle \mathrm {Map} (G);} mimo wszystko {\displaystyle \varphi +\psi } nie musi należeć do {\displaystyle \mathrm {End} (G),} jeśli jednak tak jest, to o endomorfizmach {\displaystyle \varphi ,\psi } mówi się, że są addytywne – ma to miejsce wtedy i tylko wtedy, gdy dowolny element {\displaystyle \mathrm {im} \;\varphi } jest przemienny z dowolnym elementem {\displaystyle \mathrm {im} \;\psi }, co więcej {\displaystyle \varphi +\psi =\psi +\varphi }.
Jeśli {\displaystyle \varphi ,\psi \in \mathrm {Map} (G),} zaś {\displaystyle \sigma \in \mathrm {End} (G),} to dodawanie jest rozdzielne lewostronnie względem składania,
{\displaystyle \sigma \circ (\varphi +\psi )=\sigma \circ \varphi +\sigma \circ \psi .}
Gdy {\displaystyle G} jest grupą abelową (przemienną), to z powyższego wynika, że {\displaystyle \mathrm {End} (G)} ma strukturę pierścienia nazywanego pierścieniem endomorfizmów grupy {\displaystyle G.} Prawdziwe jest też twierdzenie odwrotne: jeżeli {\displaystyle \imath +\imath \in \mathrm {End} (G),} to z powyższego wynika, że {\displaystyle G} jest abelowa.
Dodawanie homomorfizmów grup abelowych jest rozdzielne względem ich złożenia: jeżeli {\displaystyle \alpha \in \mathrm {Hom} (A,B)} oraz {\displaystyle \beta ,\gamma \in \mathrm {Hom} (B,C)} i {\displaystyle \delta \in \mathrm {Hom} (C,D)} są homomorfizmami grup abelowych {\displaystyle A,B,C,D,} to {\displaystyle (\beta +\gamma )\circ \alpha =\beta \circ \gamma +\gamma \circ \alpha } oraz {\displaystyle \delta \circ (\beta +\gamma )=\delta \circ \beta +\delta \circ \gamma .} Wynika stąd, że kategoria {\displaystyle \mathbf {Ab} } wszystkich grup abelowych z ich homomorfizmami tworzy kategorię preaddytywną; istnienie sum prostych dowolnych grup abelowych pełniących rolę ich biproduktu, czyni z niej kategorię addytywną. Ponieważ dla każdego homomorfizmu istnieje dobrze określone jądro i kojądro, to wspomniana kategoria grup abelowych jest kategorią preabelową, a skoro wszystkie monomorfizmy i epimorfizmy są normalne, to {\displaystyle \mathbf {Ab} } jest kategorią abelową; w istocie kategoria grup abelowych była prototypem dla kategorii abelowych.

### Niezmienniczość
Zbiór elementów odwracalnych (ze względu na ich składanie funkcji) w {\displaystyle \mathrm {End} (G)} nazywa się grupą automorfizmów {\displaystyle \mathrm {Aut} (G)} grupy {\displaystyle G}. Przekształcenie {\displaystyle \varphi \colon G\to \mathrm {Aut} (G)} grupy {\displaystyle G} w grupę jej automorfizmów dane wzorem {\displaystyle \varphi (a)=\varphi _{a},} gdzie automorfizm {\displaystyle \varphi _{a}} jest automorfizmem wewnętrznym, tzn. {\displaystyle \varphi _{a}(g)=aga^{-1}} dla dowolnego {\displaystyle g\in G,} jest homomorfizmem grup, ponieważ
{\displaystyle \varphi (ab)=\varphi _{ab}=\varphi _{a}\circ \varphi _{b}=\varphi (a)\circ \varphi (b).}
Jądrem tego homomorfizmu jest zbiór
{\displaystyle \ker \varphi ={\big \{}a\in G\colon \varphi (a)=\imath {\big \}}={\big \{}a\in G\colon \varphi _{a}(g)=aga^{-1}=g{\text{ dla }}g\in G{\big \}}}
wszystkich elementów przemiennych z dowolnym elementem grupy, czyli centrum {\displaystyle \mathrm {Z} (G)=\{a\in G\colon ag=ga\mathrm {\ dla\ } g\in G\}} grupy {\displaystyle G;} obrazem jest z kolei
{\displaystyle \mathrm {im} \;\varphi ={\big \{}\varphi (a)\in G'\colon a\in G{\big \}}={\big \{}\varphi _{a}\in G'\colon \varphi _{a}(g)=aga^{-1}{\text{ dla }}a,g\in G{\big \}},}
czyli zbiór wszystkich automorfizmów wewnętrznych {\displaystyle \mathrm {Inn} (G);} automorfizmy te tworzą podgrupę w {\displaystyle \mathrm {Aut} (G),} która jest normalna – grupę ilorazową {\displaystyle \mathrm {Out} (G)=\mathrm {Aut} (G)/\mathrm {Inn} (G)} nazywa się grupą automorfizmów zewnętrznych pomimo że składa się ona ze zbiorów automorfizmów, które nie są wewnętrzne, a nie tych automorfizmów.
Podgrupę {\displaystyle H} grupy {\displaystyle G} nazywa się w pełni niezmienniczą, jeżeli {\displaystyle \varphi (H)} jest podgrupą w {\displaystyle H} dla dowolnego {\displaystyle \varphi \in \mathrm {End} (G);} jeżeli {\displaystyle H} spełnia ten sam warunek dla dowolnego {\displaystyle \varphi \in \mathrm {Aut} (G),} to nazywa się ją charakterystyczną, jeśli dla {\displaystyle H} zachodzi {\displaystyle \varphi \in \mathrm {Inn} (G),} to jest ona normalna. Wynika stąd, że każda podgrupa w pełni niezmiennicza jest charakterystyczna, a każda podgrupa charakterystyczna jest normalna (zatem podgrupa w pełni niezmiennicza jest normalna). Wiele z powyższych koncepcji można zunifikować do ogólniejszego pojęcia grupy z operatorami (uogólnia ono również pojęcie modułu).

## Przykłady
Homomorfizm {\displaystyle \theta \colon G\to G'} dany wzorem {\displaystyle \theta (a)=1'} dla dowolnego {\displaystyle a\in G} nazywa się homomorfizmem trywialnym lub zerowym, gdyż jego obrazem jest podgrupa trywialna w {\displaystyle G'.} Odwzorowanie to jest monomorfizmem wyłącznie wtedy, gdy {\displaystyle G} jest grupą trywialną. Jest to zarazem przykład na to, iż rząd obrazu elementu nie musi być równy rzędowi elementu (nie może być z większy, gdyż homomorfizmy zachowują potęgę elementu): dowolny element {\displaystyle a\neq 1} rzędu większego niż {\displaystyle 1} jest przekształcany przez {\displaystyle \theta } na element {\displaystyle 1'} rzędu {\displaystyle 1.}
Homomorfizm {\displaystyle \imath \colon G\to G} zdefiniowany jako {\displaystyle \imath (a)=a} dla każdego {\displaystyle a\in G} jest endomorfizmem, a nawet automorfizmem grupy {\displaystyle G.} Jest on nazywany identycznościowym lub tożsamościowym („identycznością” lub „tożsamością”; ponieważ jest on elementem neutralnym grupy automorfizmów nazywa się go niekiedy automorfizmem trywialnym). W każdej grupie {\displaystyle G} rzędu większego niż {\displaystyle 2} istnieje różny od {\displaystyle \imath } automorfizm: jeśli {\displaystyle G} jest przemienna (abelowa), to jest nim {\displaystyle \jmath \colon a\mapsto a^{-1}} dla {\displaystyle a\in G}, w grupie nieprzemiennej można wybrać element {\displaystyle a\in \mathrm {Z} (G)} należący do jej centrum, dla którego automorfizm wewnętrzny {\displaystyle \varphi _{a}} jest nietrywialny.
Niech {\displaystyle \mathbb {R} ^{\times }} będzie grupą różnych od zera liczb rzeczywistych z działaniem grupowym mnożenia, odwracaniem liczb i jedynką jako elementem neutralnym. Odwzorowanie wartości bezwzględnej {\displaystyle |\ |\colon \mathbb {R} ^{\times }\to \mathbb {R} ^{\times }} przypisujące {\displaystyle r\mapsto |r|} jest endomorfizmem, którego obraz {\displaystyle \mathbb {R} _{+}} jest zbiorem wszystkich dodatnich liczb rzeczywistych. Przekształcenie {\displaystyle x\mapsto x^{2}} również jest endomorfizmem tej grupy o tym samym obrazie. Jądrem obu homomorfizmów jest podgrupa {\displaystyle \{-1,1\}} (izomorficzna z {\displaystyle \mathbb {Z} _{2}=\{0,1\}} z działaniem dodawania modulo {\displaystyle 2,} braniem liczby przeciwnej oraz zerem jako elementem neutralnym).
Funkcja wykładnicza {\displaystyle \exp \colon \mathbb {R} ^{+}\to \mathbb {R} ^{\times }} jest homomorfizmem grup addytywnej i multiplikatywnej ciała liczb rzeczywistych, {\displaystyle \exp(a+b)=\exp(a)\exp(b),} którego jądrem jest zbiór {\displaystyle \{1\},} a obrazem jest zbiór {\displaystyle \mathbb {R} _{+}} dodatnich liczb rzeczywistych ({\displaystyle \exp } jest monomorfizmem, ale nie epimorfizmem; izomorfizmem jest określony tym samym wzorem homomorfizm {\displaystyle \exp \colon R^{+}\to R_{+}^{\times }} w grupę multiplikatywną dodatnich liczb rzeczywistych). Podobnie funkcja {\displaystyle f\colon \mathbb {R} ^{+}\to \mathrm {S} ^{1}} dana wzorem {\displaystyle t\mapsto e^{2\pi it}} jest homomorfizmem grupy addytywnej liczb na prostej rzeczywistej z dodawaniem w multiplikatywną grupę liczb z okręgu jednostkowego na płaszczyźnie zespolonej z mnożeniem (zob. grupa okręgu), którego jądrem są liczby całkowite (zatem nie jest on monomorfizmem, tzn. różnowartościowy), z kolei jest epimorfizmem (czyli „na”). Homomorfizmy grupy przemiennej w grupę multiplikatywną ciała liczb zespolonych nazywa się charakterami grupy.
Grupa automorfizmów grupy czwórkowej Kleina jest izomorficzna z grupą permutacji zbioru trójelementowego, {\displaystyle \mathrm {Aut} (V_{4})\simeq S_{3}.} Grupa {\displaystyle V_{4}} jest jedyną grupą {\displaystyle G} rzędu większego niż {\displaystyle 3,} dla której {\displaystyle \mathrm {Aut} (G)} składa się ze wszystkich bijekcji {\displaystyle \varphi _{1}\colon G\to G} zachowujących jedynkę grupy. Pierścień {\displaystyle \mathrm {End} (V_{4})} grupy czwórkowej Kleina jest izomorficzny z pierścieniem {\displaystyle \mathrm {Mat} _{2\times 2}(\mathbb {Z} _{2})} macierzy typu {\displaystyle 2\times 2} nad {\displaystyle \mathbb {Z} _{2}\simeq \mathbb {Z} /2\mathbb {Z} .}